# Civeta malaia
La civeta malaia (Viverra tangalunga), també coneguda com a civeta oriental, és una civeta que es troba a la península de Malaca i les illes de Sumatra, Bangka, Borneo, l'arxipèlag Riau Lingga, i les Filipines.

## Descripció
La civeta malaia té una longitud conjunta del cos i el cap, que varia entre 58,5 i 95 centímetres, i una longitud de la cua que oscil·la entre 30 i 48,2 centímetres. El seu pelatge, format per pèls llargs i solts, té taques negres sobre un fons de color marró vermellós o grisenc, i generalment té 2 o 3 collars negres. A l'àrea de la columna, des de les espatlles fins a la cua, uns pèls negres més llargs que els de la resta del cos, formen una cresta dorsal o cabellera. La cua està envoltada d'anells blancs i negres, i els peus són totalment negres i tenen cinc dits. En el tercer i quart dit de les potes davanteres tenen uns lòbuls de pell que cobreixen i protegeixen les seves urpes retràctils.
La seva dentadura està formada per 3 incisives, 1 canina, 3 o 4 premolars, i 1 o 2 molars ({\displaystyle {\tfrac {3.1.3-4.1-2}{3.1.3-4.1-2}}}).

## Distribució i hàbitat
La civeta malaia es troba a la península de Malaca i a les illes deSumatra, Borneo, Cèlebes, Moluques i les Filipines, on habita en una àmplia varietat d'hàbitats incloent boscos, hàbitats secundaris, terres de cultiu i en la perifèria dels pobles. Per altra banda, també es troba als turons, fins a 900 metres d'altitud, de Gunung Madalan, a Sabah, i als turons, de fins a 1.100 metres, d'Usun Apau i Kelabit, a Sarawak.

## Comportament
La civeta malaia és un animal nocturn, el qual vol dir que es troba activa de nit. Generalment són terrestres, però també pugen als arbres. Malgrat la seva aparença de gat i un comportament i unes característiques similars, no són felins. La seva pella pot ser grisa o marró, i pot tenir marques que segueixen diferents patrons. La majoria d'espècimens de civeta malaia són carnívors, però alguns d'ells són solitaris, omnívors i bàsicament terrestres.

## Dieta
Les civetes malaies són bons caçadors, que s'alimenten de petits mamífers, ocell, serps, granotes, e insectes. També s'alimenten d'ous, fruit, i se les ha vist menjant algunes arrels.

## Reproducció
La femella dona a llum entre 1 i 4 cries per ventrada, dos cops per any. Les cries neixen enmig de la densa vegetació o dins de caus. Els seus ulls estan tancats quan neixen, però tenen pèl. El deslletament comença aproximadament al mes d'edat.
L'esperança de vida de la civeta malaia és probablement entre 5 i 15 anys.

## Situació de conservació
Segons la llista Vermella de la UICN, la civeta malaia o Viverra tangalunga és una de les espècies amb Risc mínim (LC). Això es deu a l'àmplia distribució i al fet que es troba en un bon nombre d'àrees protegides. En un estudi fet per Syakirah et al. (2000), es deia que la civeta malaia es trobava només al boscos registrats recentment, i no en els boscos regenerats després de la tala de la dècada de 1970. A partir d'aquestes dades, es pot concloure temptativament que les civetes arborícoles i frugívores estan poc afectades per la tala, mentre que les espècies terrestres, que són carnívores o s'alimenten d'insectes, poden haver rebut un impacte negatiu a causa de la tala d'arbres. En un estudi de dos anys, Heyden i Bulloh (1996), Colom (1999) trobaren com a resultat, que les densitats de civeta malaia, en gran manera una espècie frugívora, era un 57% més alta en llocs sense talar que en llocs talats. Les fruites comprenia una proporció més alta de la dieta en els boscos sense talar respecte als boscos talats. Això vol dir que, la tala porta a un competició creixent per la fruita, en la qual la civeta malaia ha perdut el seu hàbitat davant d'altres espècies. Un altre possible explicació és que les civetes de palmera pugen als arbres per menjar fruita, mentre que la civeta malaia s'alimenta a terra.

## Subspècies
- Viverra tangalunga lankavensis
- Viverra tangalunga tangalunga